# Украинцы в Австралии

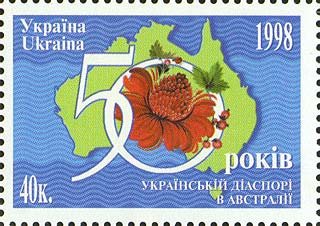
Почтовая марка, посвященная украинской диаспоре в Австралии

Украинцы в Австралии (укр. Українці в Австралії, англ. Ukrainian Australians) — одна из национальных общин Австралии, которая сформировалась преимущественно в XX веке.
По официальным данным переписи численность украинцев — 38 791 человек. Основные места проживания австралийских украинцев — Мельбурн и Сидней. Относительно немногочисленная украинская диаспора примечательна тем, что во второй половине XX столетия добилась значительных успехов в экономической, общественно-политической, гражданской, культурной и спортивной жизни, сопоставимых с многомиллионной североамериканской диаспорой.

## История

### Эмиграция до начала XX века
Первые украинские поселенцы появились на пятом континенте в начале XIX века. Сохранились сведения об уроженце Полтавщины матросе Федоре Зубенко, который прибыл в 1820 году в Сидней в составе команды российского корабля «Открытие» и остался там в связи с болезнью. По некоторым данным, украинцем был врач Джон Луцкий, который прибыл в Австралию в 1832 г. и занимал должность государственного ботаника. На Тасмании проживали Казимир Кабат и Владимир Коссак, которые работали в местной полиции. В 1850-х гг. в Австралию прибыл и успешно занимался фермерством Михаил Гриб, который перед этим служил в австрийской армии. Другой украинец, И. Займак, сошел с корабля в Брисбене в 1869 г., а впоследствии поселился в Новом Южном Уэльсе, где занимался выращиванием устриц.
В 1912 году в Австралию прибыл врач и журналист, путешественник и любитель приключений С. Барчинский. Он трижды возвращался в Австралию, дольше жил и работал в Сиднее и умер в Западной Австралии. Барчинский популяризировал сведения об Австралии в галицкой прессе между двумя мировыми войнами, а после Второй мировой войны был одним из немногих, кто делился опытом и советами с новыми иммигрантами. После окончания событий 1917-1920 в России в Австралию также прибыл украинец из Сибири Иван Иванец, который  построил большую ферму в окрестностях города Дарвин (Северная Территория). Среди межвоенных эмигрантов был и Е. Антонишин, который в 1932 году приехал в Сидней, а впоследствии поселился в Квинсленде. В 1920-х годах прибыло еще несколько украинцев из Дальнего Востока и Китая; значительный отток из Китая также произошел перед приходом коммунистов к власти в 1940-х годах. Они были активными в украинской культурной и общественной жизни. В то же время немало украинцев, находившихся среди русской белой эмиграции в Китае и Японии, после Второй мировой войны присоединились к русской церкви и национальной эмиграции в Австралии.

### После Второй мировой войны

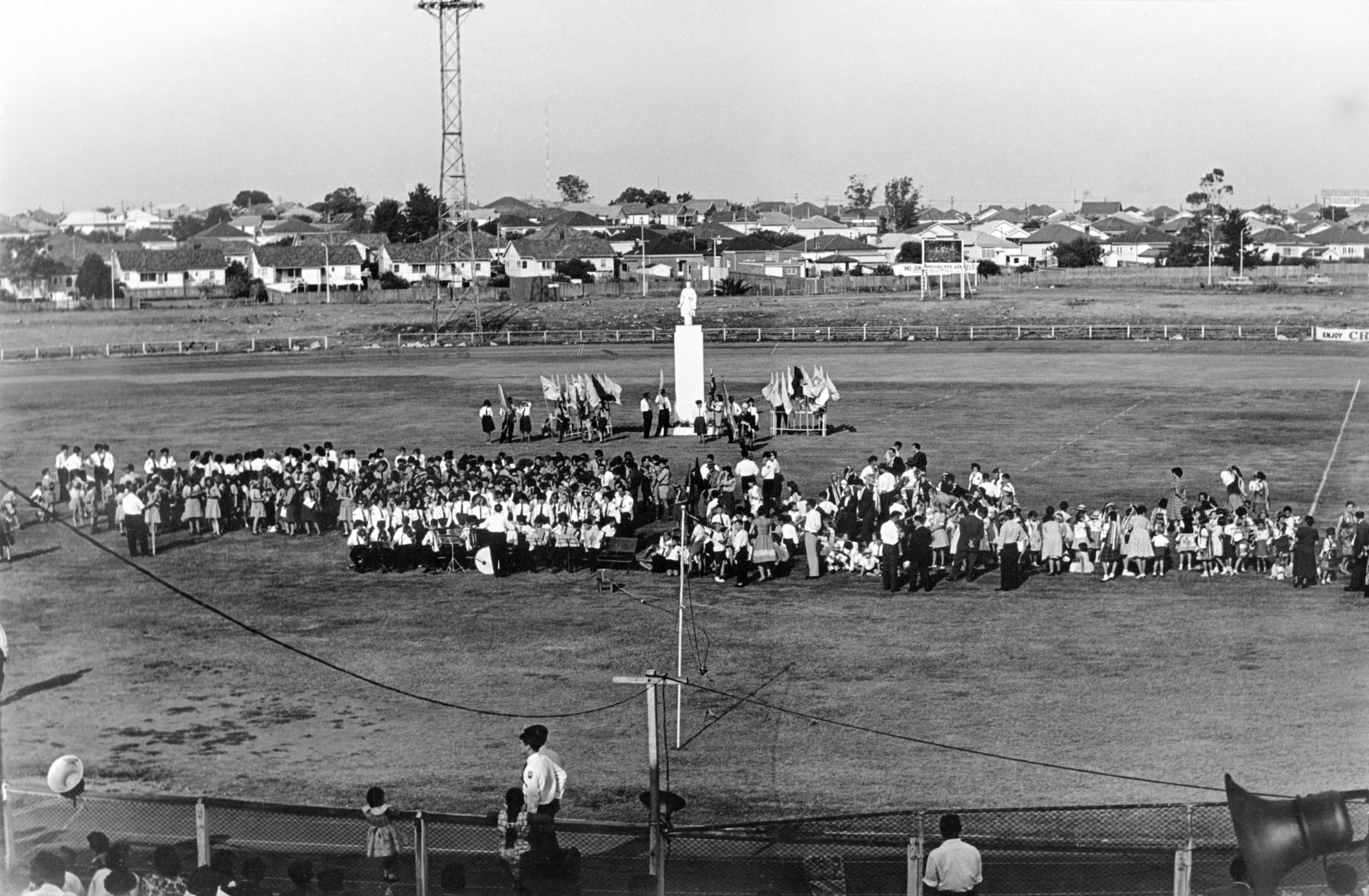
Украинцы на праздновании 150-летней годовщины со дня рождения Тараса Шевченко на стадионе Лидкомб. Сидней, 1964 год.

Массовая эмиграция в Австралию началась в конце 1940-х годов, а наибольшего размаха приобрела в 1949 году, когда из так называемых лагерей «перемещенных лиц» в Германии украинцы эмигрировали в разные страны мира.
Сразу по прибытии в Австралию украинцы сплотились и начали общественную жизнь. В столицах всех шести штатов образовались объединения, которые назывались украинскими общинами Виктории, Тасмании и т. д. Для координации действий и сотрудничества все общины объединились в «Союз украинских организаций в Австралии». Кроме того, начал деятельность «Союз украинок Австралии», организации «Пласт» и «Союз украинской молодежи», образовались спортивные общества. Ветераны двух мировых войн, также создали свои организации.
Местами расселения украинцев стали штаты Новый Южный Уэльс, Виктория, Южная Австралия в окрестностях крупнейших индустриальных городов Австралии: Сиднея, Мельбурна и Аделаиды. Меньшие скопления возникли в Перте, Брисбене, Ньюкастле, Джилонге и в столице Австралии Канберре. Небольшая община украинцев живет в Тасмании.

## Организации и общественная жизнь

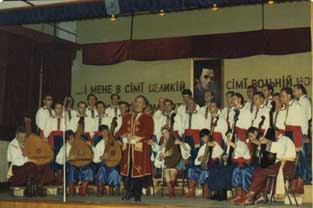
Ансамбль бандуристов на выступлении в 1968 году. Сидней
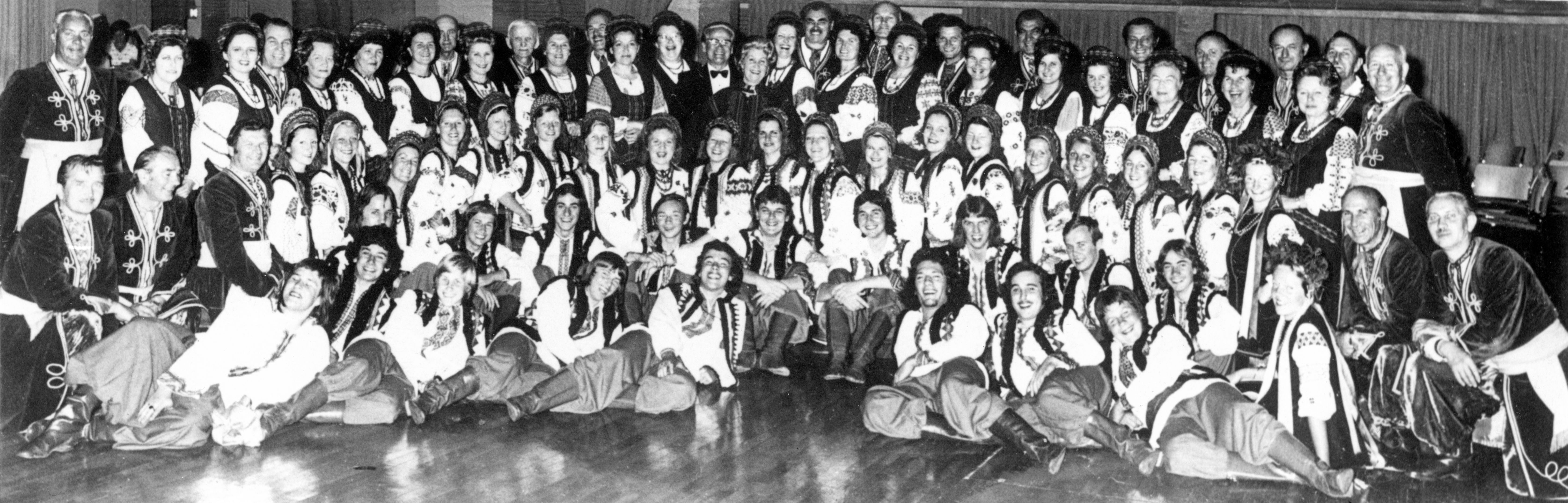
Украинская диаспора во время национального фольклорного фестиваля. 1974 год, Сидней, Австралия
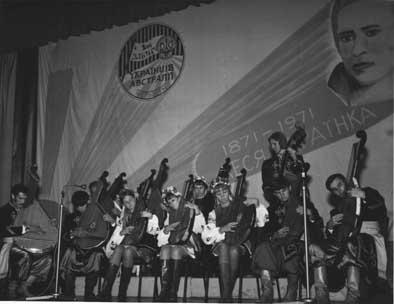
Украинский ансамбль. Сидней, 1971 год

В Австралии официально зарегистрированы украинские организации:
- «Союз украинских организаций в Австралии[укр.]»,
- «Объединение украинских общин Нового Южного Уэльса»,
- «Союз украинок Австралии[укр.]»,
- Организация украинской молодежи «Пласт»,
- «Союз украинской молодежи в Австралии»,
- «Союз украинских изобразительных художников Австралии[укр.]»,
- «Украинское художественное общество[укр.]».

Украинской диаспорой издается ряд печатных изданий на родном языке:
- «Вільна думка» — первый украинский журнал в Австралии (Сидней)[5].

- «Церква і Життя[укр.]» — газета УГКЦ в Австралии.
- «Українець в Австралії[укр.]» — украинский журнал, издавался в 1957-1985 годах.
- «Новий обрій[укр.]» — иллюстрированный альманах украинской диаспоры в Австралии.
- «Наш фронт[укр.]» — издание Лиги Освобождения Украины в Австралии.

В 1951 году в городе Перт украинскими иммигрантами был основан футбольный клуб «Киев» (Kiev Soccer Club), который впоследствии назывался «Инглвуд Киев», «Инглвуд Сокол», а с 1978 года — «Инглвуд Юнайтед». При участии украинской общины в 1976 году построен клубный стадион.

## Образование и украинский язык

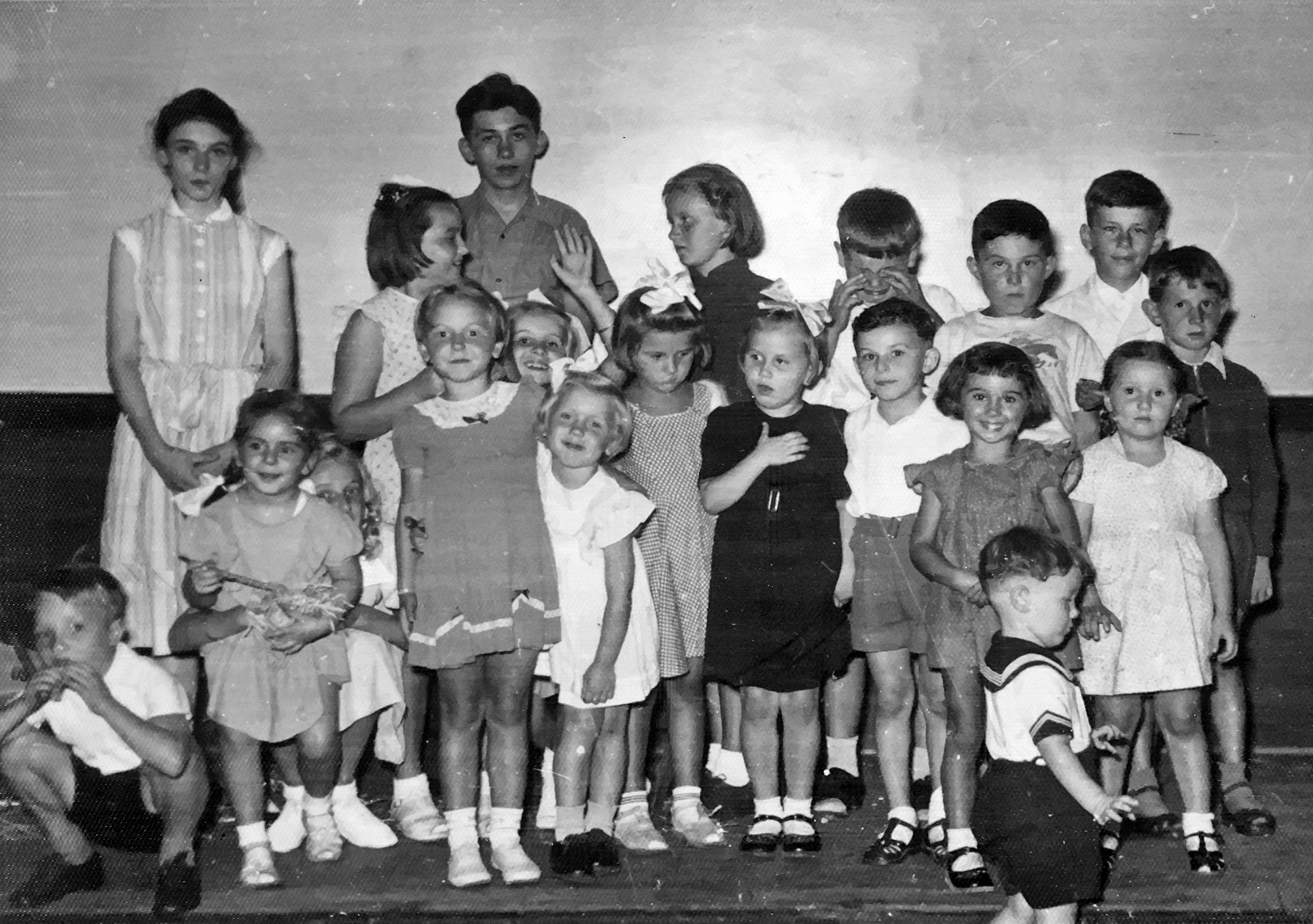
Ученики в первой украинской школе в Сиднее (1951)
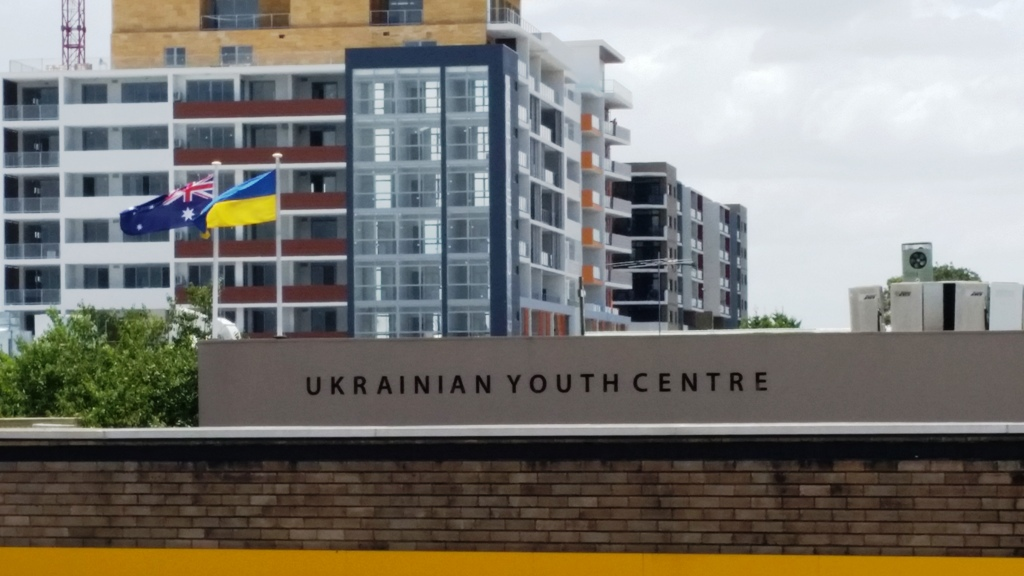
Украинский молодежный центр в Сиднее (2016)
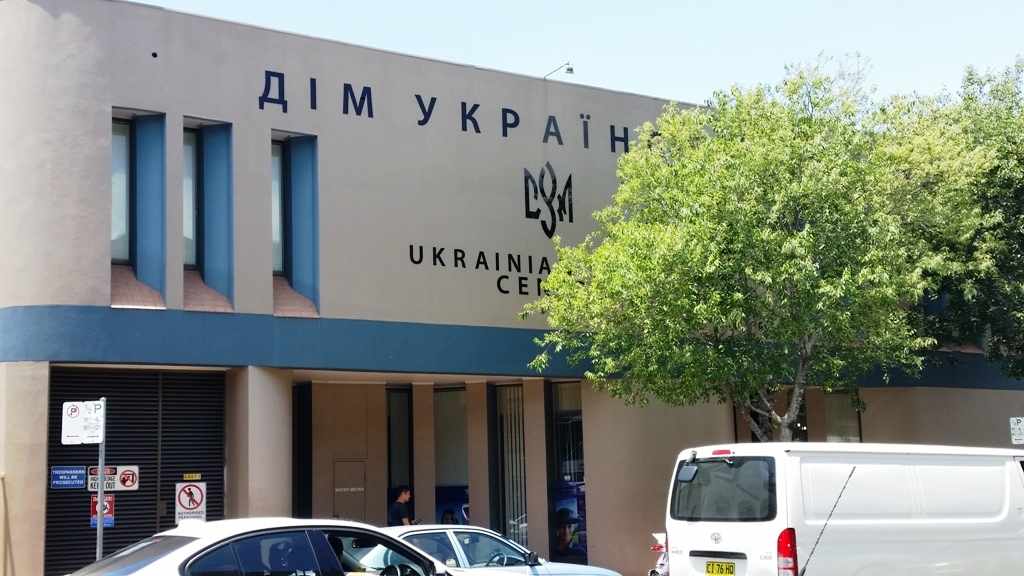
Украинский культурный центр в Сиднее (2016)

В 1951 году опубликована первая украинская художественная книга в Австралии — сборник импрессионистических новелл «После осады города» В. Русальского. К 1990 году вышло уже 166 украинских книг (вместе с некоторыми местными англоязычными переводами). Создатели украинской литературы в Австралии — Дмитрий Нитченко, Ярослав Масляк, 3оя Когут, А. Ткач (Леся Богуславец), Василий Онуфриенко, Филипп Вакуленко, Богдан Подолянко, Г. Чорнобицка, Евгений Зозе, М. Гойя, Боженна Сирко, Николай Лазорский, И. Стоцкий, Лидия Гаевская-Денис, Мария Дейко, Т. Василек и другие. Юрий Ткач в своем англоязычном переводческом активе украинских писателей — «За ширмой» Б. Антоненко-Давидовича, «Собор» О. Гончара, «Собратья» В. Шевчука, произведения Остапа Вишни, О. Бердника, А. Димарова, И. Качуровского популяризирует украинское художественное слово. В 1977 он основал собственное издательство «Bayda Books», публикующий украинские и англоязычные книги. Дмитрий Нитченко создал издательство «Ласточка», М. Цюрак — «Книга». В течение многих лет в Аделаиде действовало Общество им. Н. Зерова, которое выпустило несколько книг неоклассиков, сборник воспоминаний о них и поэзию Евгения Плужника.
В 1950 году появились первые народные субботние украиноведческие школы, где изучают украинский язык и литературу, географию и историю Украины.
В 1951 году в Сиднее открылась первая украинская школа. В 1952 году был организован Украинский школьный совет в штатах Южный Уэльс и Виктория, чтобы координировать деятельность субботних школ. На 1-м Всеавстралийском съезде учителей украинских субботних школ (Мельбурн, 1956) образован Украинский центральный школьный совет с ячейками в Мельбурне и Аделаиде.
После появления Фонда украиноведческих исследований в Австралии — действует лекторат украиноведения в Университете Маквори (Сидней) и в Мельбурнском Университете. Сегодня учеников в школах не так уж и много — в 2013 году учатся до 300 учеников.

## Религия
10 мая 1958 года Римский папа Пий XII выпустил буллу "Singularem huius", которой учредил Экзархат Австралии для верующих Украинской греко-католической церкви.
24 июня 1982 года Римский папа Иоанн Павел II издал буллу "Christum Iesum", которой преобразовал Экзархат Австралии в епархию святых апостолов Петра и Павла с центром в городе Мельбурн, Австралия. Кафедральным собором епархии Святых Петра и Павла в Мельбурне является собор святых апостолов Петра и Павла.

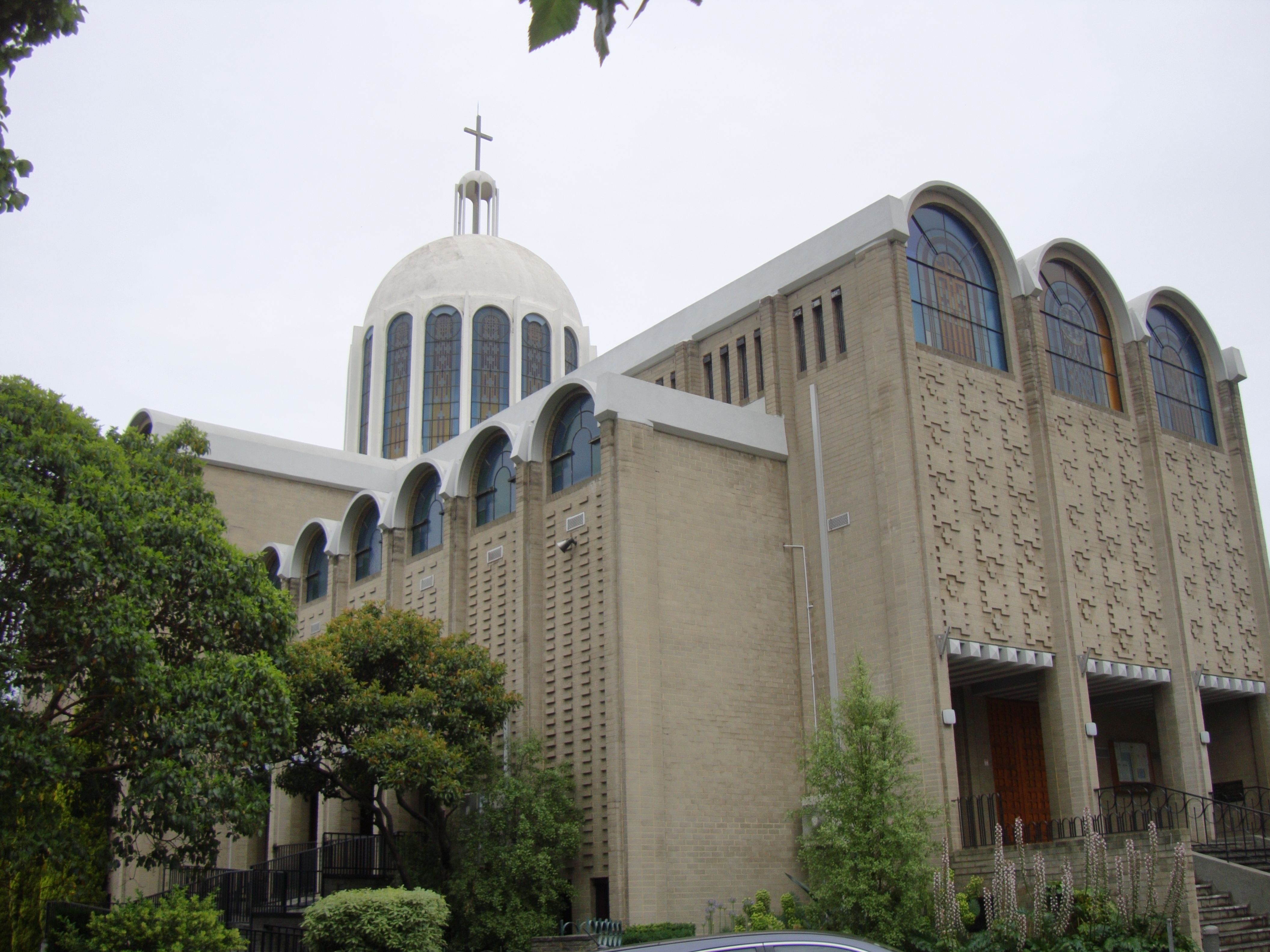
Кафедральный собор УГКЦ в Мельбурне
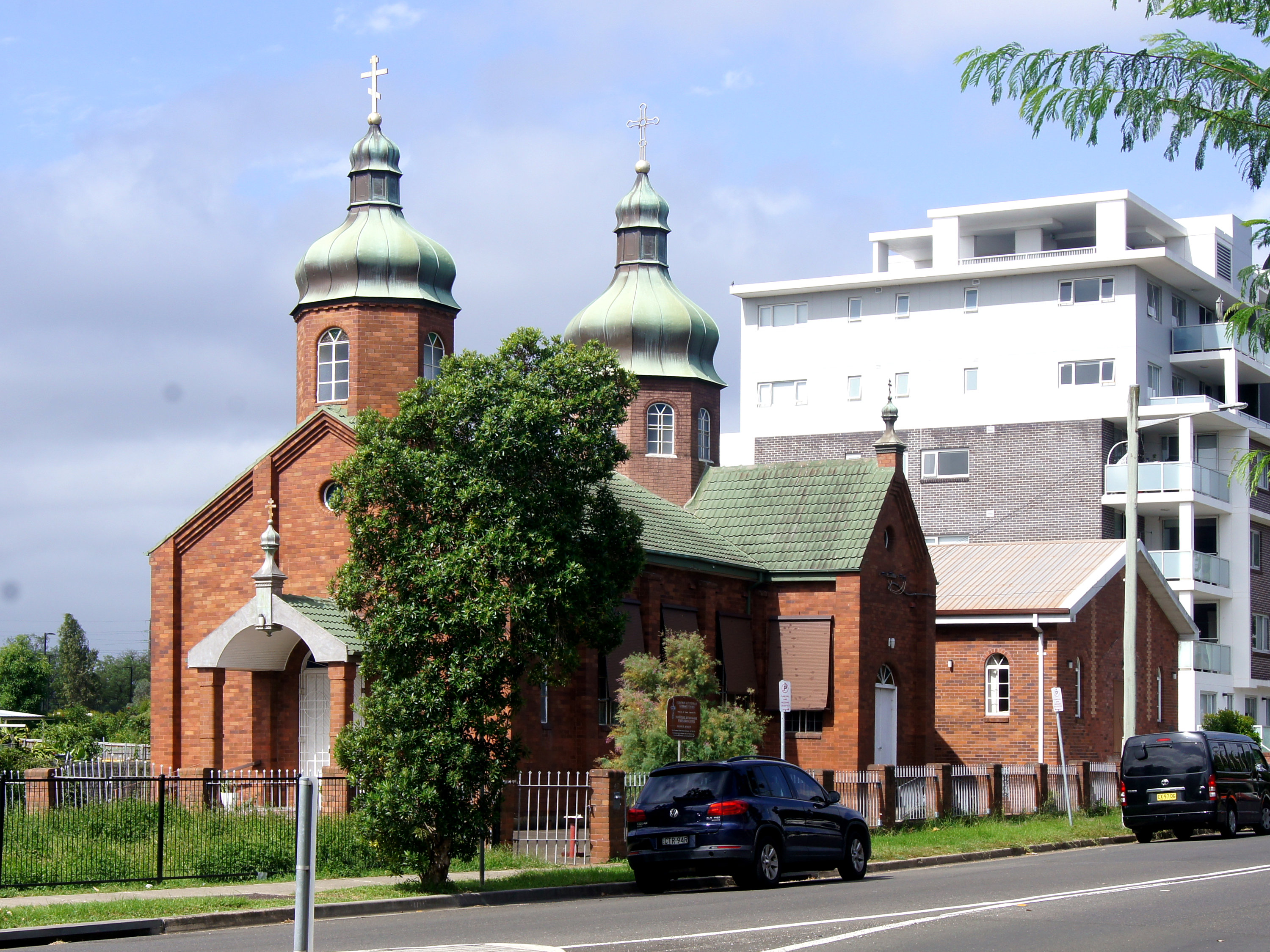
Украинская греко-католическая церковь в Гренвиле
Украинская греко-католическая церковь в Сиднее
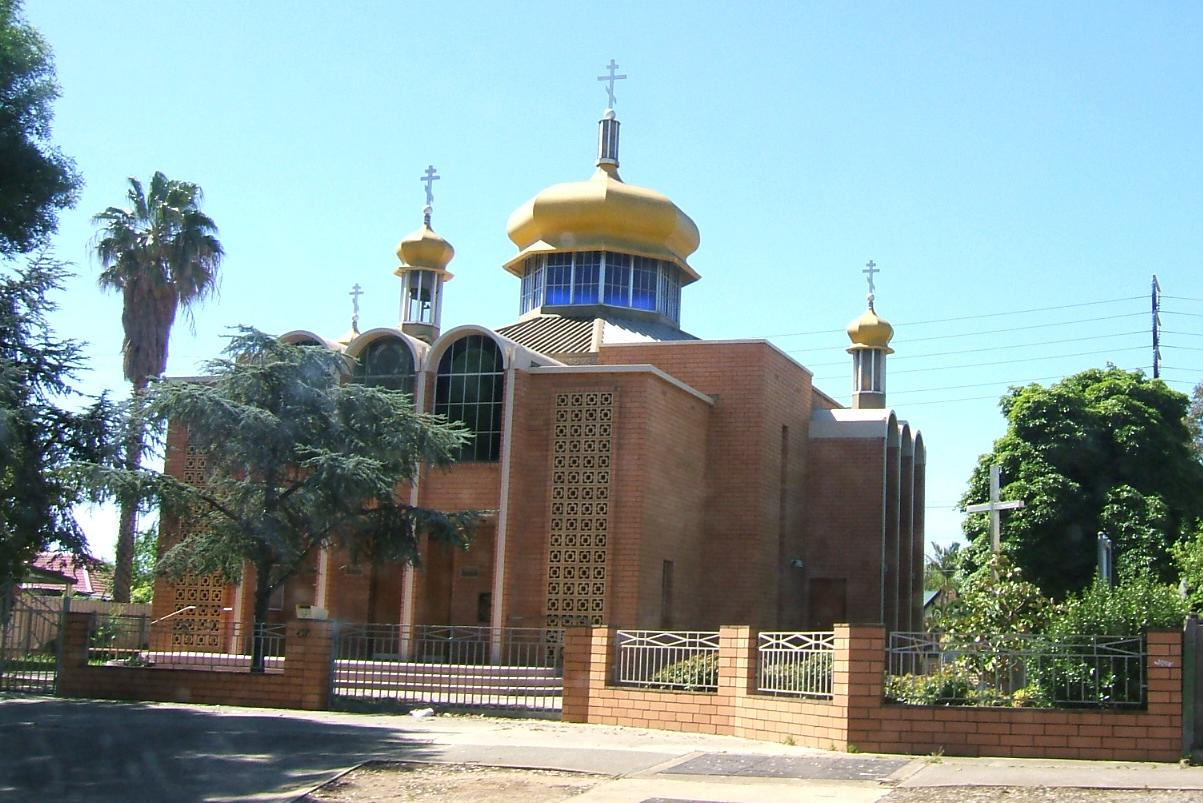
Украинская православная церковь в Аделаиде

## Политическая деятельность
Украинская община Австралии заметна своей политической деятельностью.
Ко времени провозглашения независимости Украины в 1991 году украинская община в Австралии уже проводила общественные мероприятия памяти жертв Голода на Украине 1932—1933, мероприятия по защите человеческих и национальных прав, мероприятия против советско-коммунистического строя.
В 1991 году происходили манифестации с требованием от Австралийского правительства признания украинского независимого государства и за налаживания дипломатических связей. В 2003 году в Австралии были проведены акции в поддержку демократизации Украины.
Представители украинского сообщества Австралии активно участвуют в конгрессах Всемирного Конгресса Украинцев и других организациях.

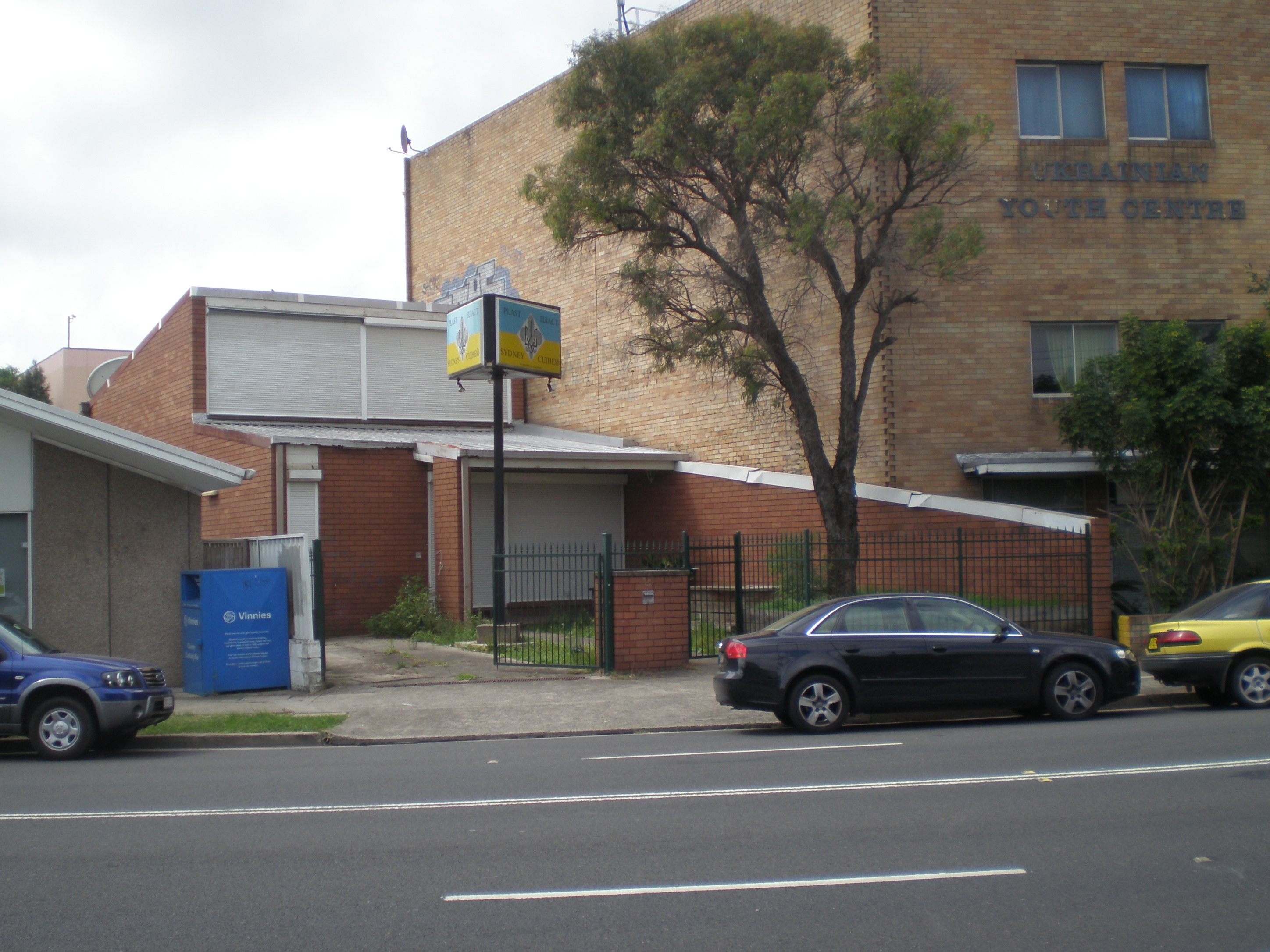
Украинский скаут-центр "Пласт"
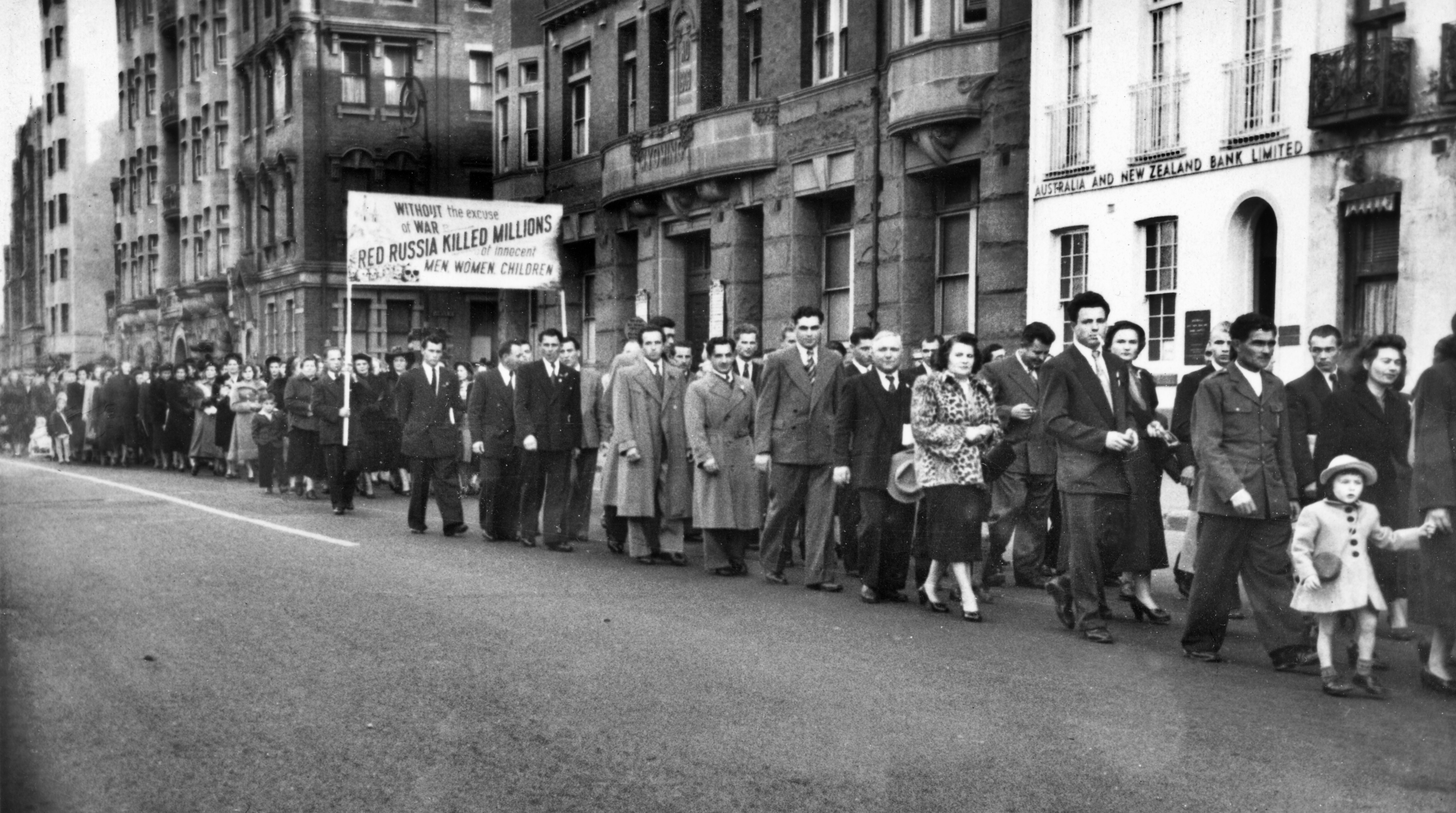
Украинская демонстрация против коммунизма. Сидней, 1953 год
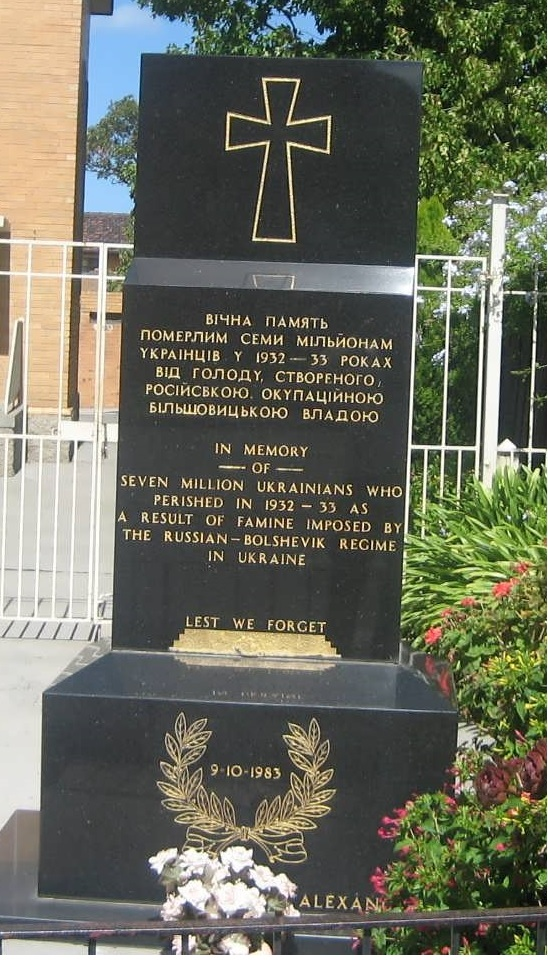
Памятник жертвам Голодомора на Украине (1932—1933), Канберра
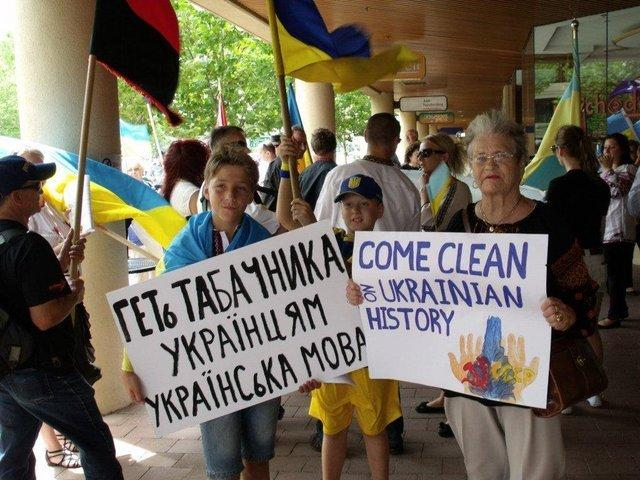
Митинг в поддержку украинского языка в Канберре

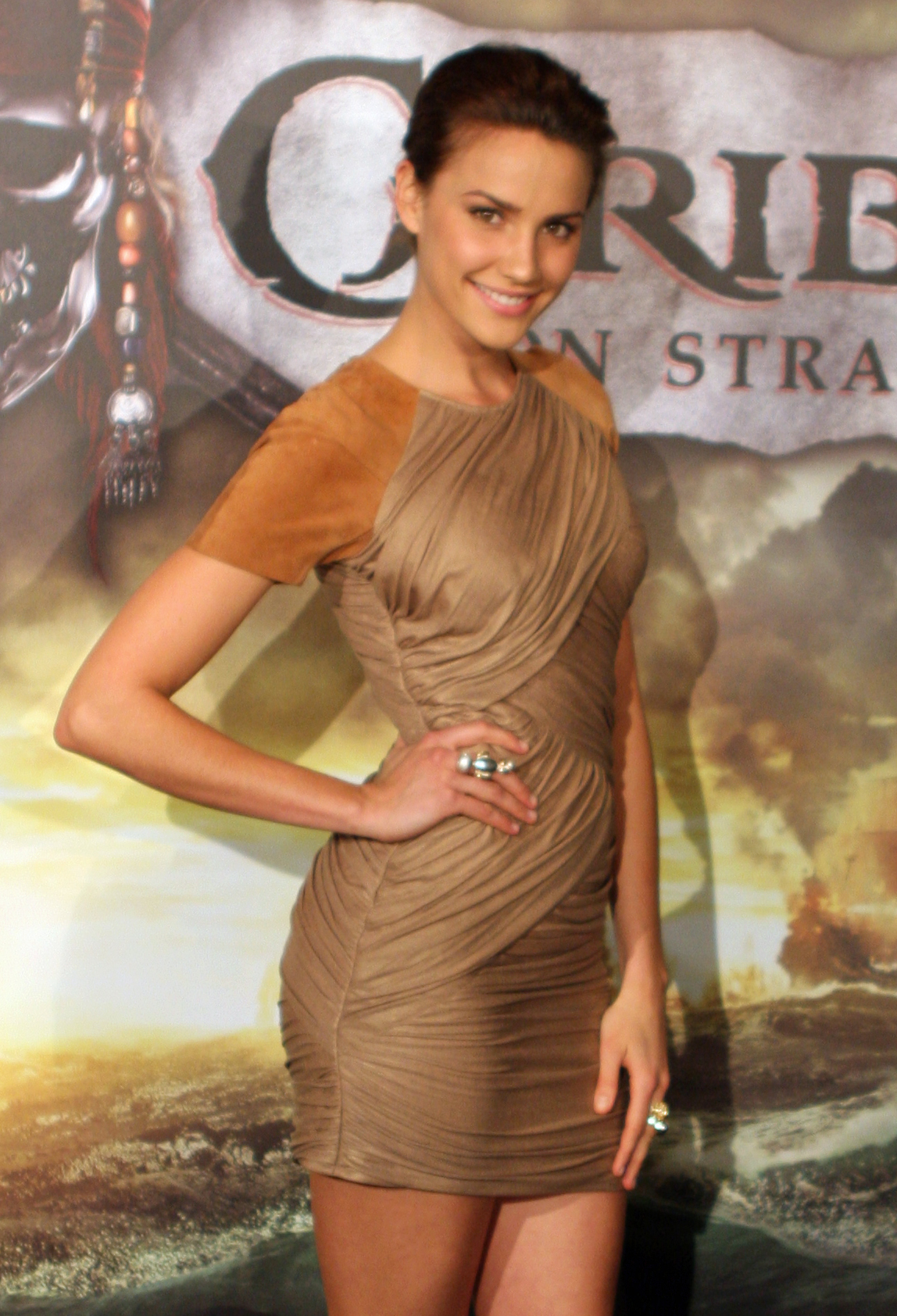
Рэйчел Финч, австралийская украинка, вице-мисс конкурса Мисс Вселенная 2009

## Известные австралийские украинцы
- Григорий (Харри) Мессель, австралийский физик и преподаватель, уроженец украинских эмигрантов из Канады
- Рэйчел Финч, модель украинского происхождения, Мисс Вселенная Австралия, призер конкурса Мисс Вселенная 2009
- Александр Есауленко, игрок Австралийского футбола и судья
- Михайло Кмит, австралийский художник украинского происхождения
- Богдан Низкогуз, австралийский футболист
- Джаред Петренко, игрок австралийского футбола, весьма популярного в этой стране
- Никита Рукавица, украинско-австралийский футболист